# Visoka teološko katehetska škola u Zadru
Visoka teološko - katehetska škola u Zadru (VTKŠ) jest visoka škola za izobrazbu teologa i kateheta sa sjedištem u Zadru. 

## Povijest i preustroj
VTKŠ je osnovao 23. rujna 1992. godine mons. Marijan Oblak i mons. Ivan Prenđa koji je do same svoje smrti predavao kolegij Otajstvo Krista i povijest spasenja. Prvi ravnatelj VTKŠ bio je dr. Tomislav Bondulić. Od 1993. do 2011. ravnatelj VTKŠ bio je mr. don Marinko Duvnjak, a od 2011. ravnatelj škole je dr. don Elvis Ražov. Škola se nalazi u zgradi Novoga kampusa Sveučilišta u Zadru ali je do preustrojstva pripadala patronatu Katoličkog bogoslovnog fakulteta u Zagrebu.
U lipnju 2011. godine Senat Sveučilišta u Zadru prihvatio je Pismo namjere zadarskog nadbiskupa Želimira Puljića i rektora zadarskog Sveučilišta dr. Ante Uglešića da se VTKŠ uključi u sastav Sveučilišta u Zadru u formi otvaranja Teološko-katehetskog odjela.

## Program studija
Katolički studij sastoji se od nekoliko važnih cjelina iz kojih izviru pojedini kolegiji: filozofija, dogmatska teologija, fundamentalna teologija, crkvena povijest, religiozna pedagogija i katehetika, pastoralna teologija, opća psihologija, pedagogija, sociologija, glazbena kultura, moralna teologija te crkveno pravo. Sustav školovanja je 4 + 0 po bolonjskom procesu. Nakon završenog školovanja student dobiva spremu diplomiranog kateheta. Za pravovaljan rad u obrazovnim ustanovama potreban je kanonski mandat (lat. Missio canonica). Kanonski mandat je dokument kojim mjesni biskup daje puno povjerenje vjeroučiteljima, a vjeroučitelji odgovorno, u ime Crkve, poučavaju vjeronauk u predškolskim ustanovama, osnovnim i srednjim školama.  